# Tomasz Kot
Tomasz Kot (* 21. dubna 1977 Legnica, Polsko) je polský filmový, televizní a divadelní herec. Objevil se ve více než 30 filmech a 26 divadelních hrách a v desítkách televizních seriálů. Za roli ve filmu Bohové z roku 2014 obdržel cenu polské akademie pro nejlepšího herce.
Dne 30. září 2006 se v Čenstochové oženil s herečkou Agnieszkou Olczyk. Mají dvě děti: Blanku (nar. 2007) a Leona (nar. 2010).

## Vybraná filmografie
- 2005: Skazany na bluesa jako Ryszard Riedel
- 2007: Dlaczego nie! jako Dawid
- 2007: Testosteron jako Miśkiewicz „Robal”
- 2008: Lejdis
- 2008: Drzazgi
- 2008: To nie tak, jak myślisz, kotku jako Boguś
- 2008: Związek na odległość jako Adam
- 2009: Idealny facet dla mojej dziewczyny jako pornoherec
- 2009: Operacja Dunaj jako January Jakubczak
- 2009: Lunatycy
- 2010: Ciacho jako Jan Kępski
- 2010: Randka w ciemno
- 2010: Erratum jako Michał Bogusz
- 2010: Jak się pozbyć cellulitu jako Maciej Zgirski
- 2010: Wojna żeńsko-męska jako Michał
- 2011: Yuma jako Opat
- 2011: Wyjazd integracyjny jako Marek Stasiak
- 2012: Hans Kloss. Stawka większa niż śmierć jako mladý Hans Kloss
- 2013: W ukryciu jako Dawid
- 2014: Bohové jako kardiochirurg Zbigniew Religa
- 2014: Fotograf jako Bauman
- 2015: Disco Polo jako Daniel Polak
- 2015: Żyć nie umierać jako Bartosz Kolano
- 2016: Pokot jako prokurátor Świerszczyński
- 2017: Volta jako Jan Krone
- 2017: Sztuka kochania. Historia Michaliny Wisłockiej
- 2017: Najlepszy jako Okoń
- 2017: Bikini Blue jako Eryk Szumski
- 2018: Studená válka jako Wiktor Warski[1]
- 2019: Dzień czekolady
- 2019: (Nie)znajomi jako Tomek
- 2020: Wróg doskonały jako Jeremiasz Angust
- 2021: Nezanechat stopy jako Kowalczyk
- 2021: Przestroga jako Brian
- 2022: Niebezpieczni dżentelmeni jako Tadeusz Boy-Żeleński
- 2022: Apokawixa jako Zbigniew Wilk
- 2023: ''Wyrwa'' jako Maciej Tomski
- 2023: Akademia pana Kleksa jako Ambroży Kleks